# Le Dur, le Mou et le Pigeon
Pour plus de détails, voir Fiche technique et Distribution.
Le Dur, le Mou et le Pigeon  (Antonio e Placido : attenti ragazzi chi rompe paga) est un film italo-turc réalisé par Giorgio Ferroni sorti en 1975 et mettant en vedette Giancarlo Prete et Brad Harris,.

## Synopsis
Un navire fait escale au port d'Istanbul pour embarquer des légumes, mais un malfrat voudrait ajouter des caisses d'armes aux légumes. Le capitaine du navire refuse l'offre du malfaiteur qui met tout en œuvre pour « pourrir la vie »  du capitaine du navire et du propriétaire des légumes.

## Fiche technique
Sauf indication contraire, les informations mentionnées dans cette section peuvent être confirmées par la base de données cinématographiques IMDb,  présente dans la section « Liens externes ».
- Titre original : Antonio e Placido : attenti ragazzi chi rompe paga
- Titre français : Le Dur, le Mou et le Pigeon
- Réalisateur : Giorgio Ferroni
- Scénario : Francesco Merli, Roberto Natale, Vittorio Vighi
- Musique : Sergio Montori
- Photographie : Sandro Mancori
- Montage : Franco Fraticelli
- Effets spéciaux : Giuseppe Carrozza
- Décors : Mimmo Scavia (it)
- Costumes : Maria Laura Zampacavallo
- Cascades : Brad Harris
- Société de production : Ve-Li, Film di Turgut Demigrag
- Pays de production :  Italie,  Turquie
- Langue de tournage : italien
- Format : Couleur - 2,35:1 - Son mono - 35 mm
- Genre : Comédie d'action
- Durée : 96 minutes
- Date de sortie :
  - Italie : 26 octobre 1975
  - France : 9 mars 1977

## Distribution
- Giancarlo Prete : Antonio
- Brad Harris : Placido
- Gianni Rizzo : Paul
- Lars Bloch : capitaine McConny
- Giovanni Cianfriglia : Brusio